# المروة (محافظة الطائف)
المروة قرية سعودية، تتبع مركز القريع التابع لمحافظة الطائف في منطقة مكة المكرمة. تقع جنوب الطائف بمسافة تقارب (170) كم.